# Havskildpadder
Havskildpadder (overfamilie Chelonioidea) er havkrybdyr, som lever i alle verdenshave undtagen det arktiske hav. De lægger 250 æg om året i flere intervaller, og æggene udklækkes efter 60 dage.

## Udbredelse
Overfamilien Chelonioidea er udbredt over hele verden; havskildpadder kan findes i alle have undtagen de polare områder.[kilde mangler] Nogle arter rejser mellem have.

## Føde
Nogle havskildpaddearter er planteædere, mens andre er kødædere og ådselædere. 
| Dyr | Spire Denne artikel om dyr er en spire som bør udbygges. Du er velkommen til at hjælpe Wikipedia ved at udvide den. |